# 锡登布林措
锡登布林措（德語：Siedenbrünzow）是德国梅克伦堡-前波美拉尼亚州的市镇，隶属于梅克伦堡湖区县。总面积为27.6平方千米，截至2023年12月31日总人口为479人。